# Sarcófago
Sarcófago – brazylijska grupa muzyczna wykonująca thrash metal z wpływami black metalu i death metalu. 

## Historia
Powstała 1985 w Belo Horizonte z inicjatywy Wagnera Lamounier oraz Geraldo Minelli.
Wcześniej Lamounier był członkiem Sepultury, która odtąd była wrogo nastawiona do jego nowej formacji.

## Muzycy
Ostatni znany skład zespołu
- Wagner "Antichrist" Lamounier – śpiew, gitara (1985-2000)
- Gerald "Incubus" Minelli – gitara basowa (1986-2000)
- Eugenio – sesyjnie programowanie perkusji, instrumenty klawiszowe (1994-2000)

Byli członkowie zespołu
- Zeber "Butcher" – gitara (1985-1987)
- Fabio Jhasko – gitara (1990-1993)
- Armando "Leprous" Sampaio – perkusja (1986)
- Eduardo "D.D. Crazy" – perkusja (1985-1987)
- Manoel "Joker" – perkusja (1989-1991) (Angel Butcher)
- Lucio Olliver – perkusja (1991-1993)
- Juninho "Pussy Fucker" – gitara basowa(1985-1986)

## Dyskografia

### Albumy
- I.N.R.I. (1987)
- Rotting (1989)
- The Laws of Scourge (1991)
- Hate (1994)
- The Worst (1997)

### Minialbumy
- Crush, Kill, Destroy (1992)
- Crust (2000)

### Splity
- Warfare Noise Vol.1 (1986) (z grupami Chakal, Holocausto and Mutilator)

### Kompilacje
- Decade of Decay (1995)
- Satanic Christ's (2005)

### Bootlegi
- Nights In Hell (2002)
- Sex, Drinks & Metal (2006)

### Dema
- Satanic Lust (1986)
- The Black Vomit (1986)
- Christ's Death (1987)
- Rehearsal 17/8/1989 (1989)